# 斯捷克洛夫数学研究所

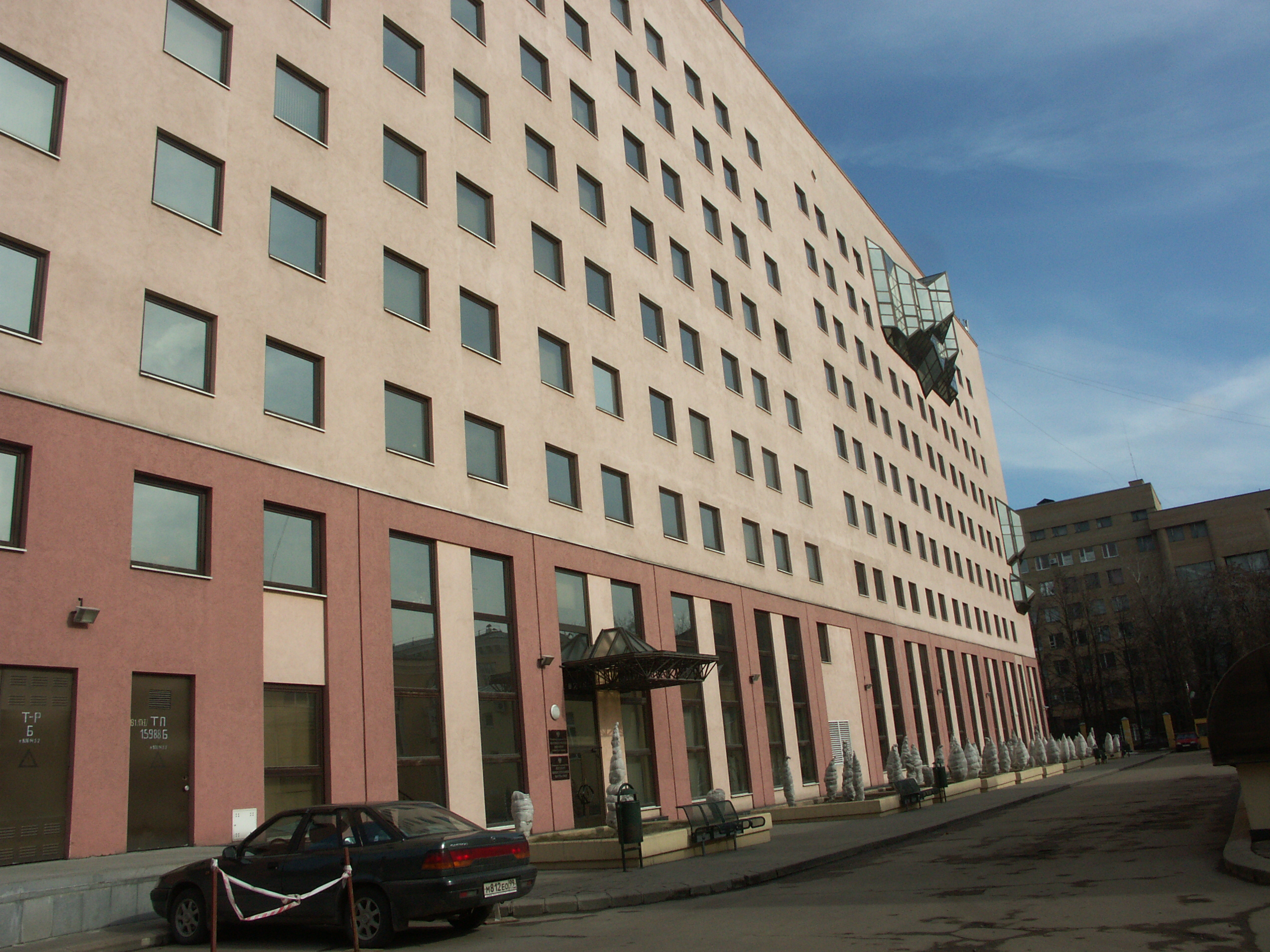
斯捷克洛夫数学研究所

斯捷克洛夫数学研究所（俄語：Математический институт имени В.А.Стеклова），於1934年4月24日列宁格勒的苏联科学院大會决议成立。研究所以弗拉基米尔·安德烈耶维奇·斯捷克洛夫命名。第一任所长为伊萬·維諾格拉多夫。
1940年研究所迁到莫斯科，但前建筑物作了它的列宁格勒分所，现在已经分离为俄罗斯科学院斯捷克洛夫数学研究所圣彼得堡分所，位于俄罗斯圣彼得堡。
圣彼得堡分所名字有点误导，因為現在它与以前的研究所沒有明显关系。